# Xã Greenwood, Quận Columbia, Pennsylvania
Xã Greenwood (tiếng Anh: Greenwood Township) là một xã thuộc quận Columbia, tiểu bang Pennsylvania, Hoa Kỳ. Năm 2010, dân số của xã này là 1.952 người.